# MaBoShi: L'arcade delle tre forme
MaBoShi: L'arcade delle tre forme è un videogioco rompicapo sviluppato da Mindware e pubblicato da Nintendo nel 2008 per Wii. Distribuito in Giappone con il titolo Katachi no Game: Maru Bou Shikaku (カタチのゲーム まるぼうしかく? lett. "Gioco delle Forme: Cerchio, Linea, Quadrato") e in America settentrionale come Maboshi's Arcade, del gioco è stata prodotta una versione per Nintendo DS, ottenibile come bonus.

## Modalità di gioco
MaBoShi contiene tre minigiochi a cui possono prendere parte fino a tre giocatori, rappresentati dai rispettivi Mii.